# کانوت
کانوت یا کانوکت (به انگلیسی: Connaught) یک استان در ایرلند است که در غرب این کشور واقع شده‌است.

## خصوصیات
کانوت ۱۷٬۷۸۸ کیلومترمربع مساحت و ۵۴۲٬۵۴۷ نفر جمعیت دارد.

## مهمترین مناطق استان کانوت

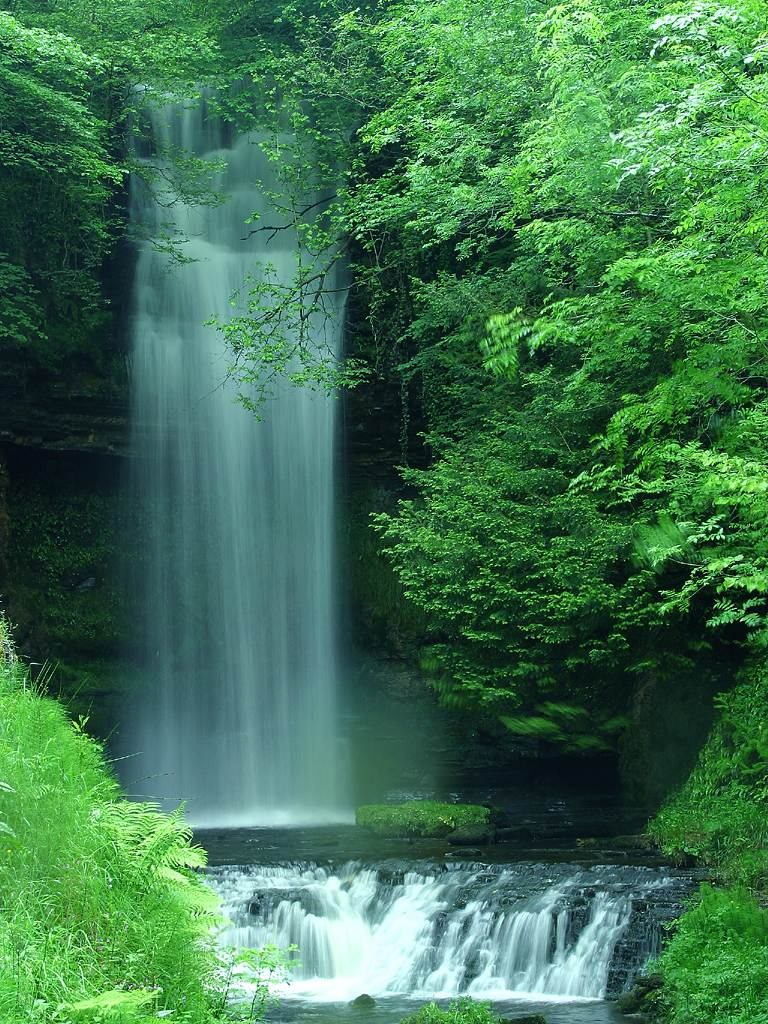
آبشار گلنکار در منطقه لیتریم

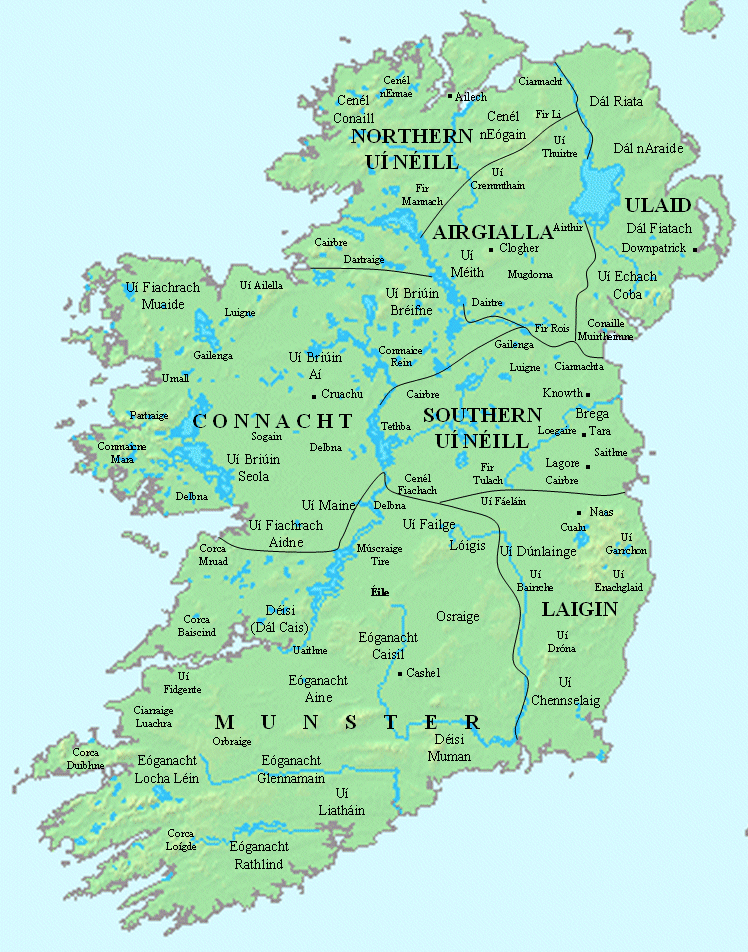
مردمان اولیه و پادشاهی ایرلند در سال ۸۰۰ میلادی

| #  | سکونتگاه           | بخش             | جمعیت  |
| -- | ------------------ | --------------- | ------ |
| ۱  | گالوی              | شهرستان گالوی   | ۷۶٬۷۷۸ |
| ۲  | اسلایگو            | شهرستان اسلایگو | ۲۰٬۰۰۰ |
| ۳  | کسلبار             | شهرستان مایو    | ۱۲٬۳۱۸ |
| ۴  | بالینا             | شهرستان مایو    | 10,361 |
| 5  | Tuam               | شهرستان گالوی   | ۸٬۲۴۲  |
| 6  | Ballinasloe        | شهرستان گالوی   | ۶٬۶۵۹  |
| ۷  | راسکامن            | شهرستان رسکومون | ۵٬۶۹۳  |
| 8  | Westport           | شهرستان مایو    | 5,543  |
| 9  | Loughrea           | شهرستان گالوی   | ۵٬۰۶۲  |
| 10 | Oranmore           | شهرستان گالوی   | ۴٬۷۹۹  |
| 11 | Carrick-on-Shannon | شهرستان لیتریم  | ۳٬۹۸۰  |
| ۱۲ | کلرموریس           | شهرستان مایو    | ۳٬۹۷۹  |
| ۱۳ | اتن‌رای             | شهرستان گالوی   | ۳٬۹۵۰  |